# روزهای سگی
روزهای سگی عبارتی است که برای اشاره به روزهای گرم و شرجی تابستان به کار می‌رود و ریشهٔ آن به مناطق پیرامون دریای مدیترانه و البته نیم کرهٔ شمالی بازمی‌گردد.
این گرمای شدید تابستانی در مناطق شمال آفریقا و شرق نزدیک و همزمانی آن با در آسمان بودن صورت فلکی شکارچی (تصویر سگ شکارچی در آسمان) و دیده شدن ستارهٔ شباهنگ در سگ بزرگ در آسمان و همچنین افسانه‌های مصریان و یونانیان باستان (هزیود، آراتوس و هومر در ایلیاد) باعث شده تا این نامگذاری تا امروز باقی بماند.

## ریشه
هزیود، شاعر یونانی (نزدیک به ۷۵۰ تا ۶۵۰ پیش از میلاد) و آراتوس (۳۱۰ تا ۲۴۰ پیش از میلاد) در نوشته‌های خود می‌گویند که: «یونانیان بر این باورند که گرمای اواخر تابستان به دلیل حضور ستارهٔ شباهنگ در آسمان است» پس از آن رومی‌ها و امروزه ما از صورت فلکی آن با نام سگ بزرگ یاد می‌کنیم.
هومر در ایلیاد برای وصف نزدیک شدن آشیل به تروآ می‌گوید: سگ شکارچی (صورت فلکی شکارچی) با گرما، تب و پلیدی اش می‌آید.
در آنگلوساکسون از ۱۴ ژوئیه تا ۵ سپتامبر به عنوان روزهای سگی نام دارد.